# Bodøaffären

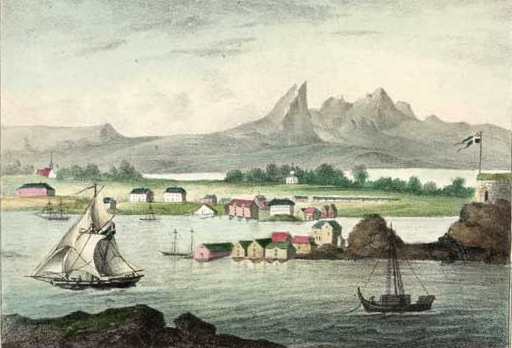
Bodø tidigt på 1800-talet. Litografi av Peter Frederik Wergmann.

Bodøaffären började som en smugglingsaffär 1818 i Bodø i Norge 1818–1819 och utvecklades sig till en diplomatisk konflikt mellan Sverige-Norge och Storbritannien som slutade med nederlag för Sverige-Norge 1821. Norska unionsmotståndare använde händelsen som ett exempel på att det svensk-norska utrikesdepartementet inte följde upp Norges intressen. Flera omstridda utrikesaffärer under 1800-talet byggde efterhand upp ett norskt missnöje, som kulminerade med kampen för ett eget norskt konsulatväsen och senare upplösning av unionen. Unionen upplöstes först ensidigt av Norge den 7 juni 1905 och sedan formellt av båda parter den 26 oktober samma år.

## Bakgrund

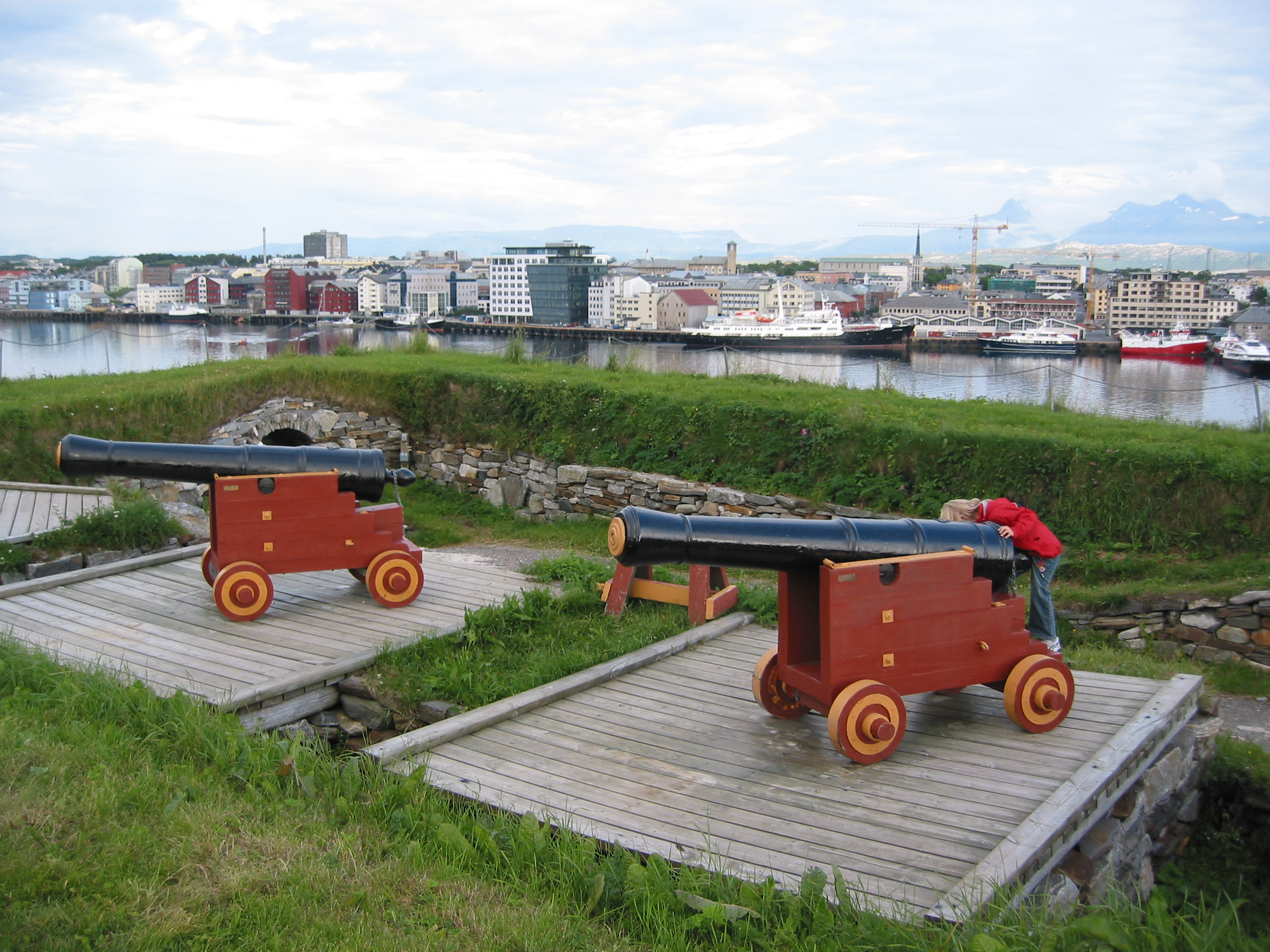
Nyholms skans, området som den svensk-finske handelsmannen Carl Johan Gerss hyrde av staten, Bodø hamn och centrum i bakgrunden.

I början av 1800-talet var Bodø (på den tiden känt som Hundholmen) en liten ort med få invånare, ställning som stad fick man 1816. Stortinget antog med kvalificerad majoritet lagen om köpstad (samhälle med handelsrättigheter), men representanterna från Bergen och Trondheim röstade emot, då de hävdade att den nya lagen skulle leda till att utlänningar tog över handeln i handelsområdet.
Stortinget visste om att en utländsk köpman redan hade etablerat sig på Hundholmen. Likaså var flertalet positivt inställda till att utlänningar etablerade sig utifrån tanken att det kunde förbättra Nordnorges ekonomi och leda till att Bodø blev en knutpunkt för den viktiga brittisk-ryska handeln.
År 1814 kom finländaren Carl Johan Gerss till Bodø för att börja med import- och exporthandel. I november samma år fick han tillåtelse av fylkesmannen Christen Elster att hyra ett av statens hus på Nyholmen. Trots de norska myndigheternas inledande positiva hållning gentemot honom, blev Gerss motarbetad av konkurrerande trondheimska köpmän, och efter en tid sa finansdepartementet upp hyresavtalet. Gerss arbetade för den brittiska handelsfirman Everth & Son, som i sin tur var finansierad av den brittiska bankirfirman Pole & co, med 14 000 pund investerade av privatmannen David Stead.
De brittiska affärsmännen var dels inspirerade av den tyske geologen Leopold von Buchs uttalande om Hundholmens betydelse för Nordnorge, men såg också Norge som ett laglöst område. År 1818 sände de sammanlagt tre handelsfartyg med varor som sirap, tobak och rom. Avsikten var att smuggla lasten i land och sälja varorna tullfritt. Planen var att använda förtjänsten till att köpa in fisk och andra lokala varor som sedan skulle fraktas till medelhavsländerna och säljas med god förtjänst.. Skeppen var det holländska fregattskeppet (fullriggare) «Commerce d'Anvers», briggen «St. John» från London och skonaren «Forsøget» från Antwerpen.

## Smugglingen

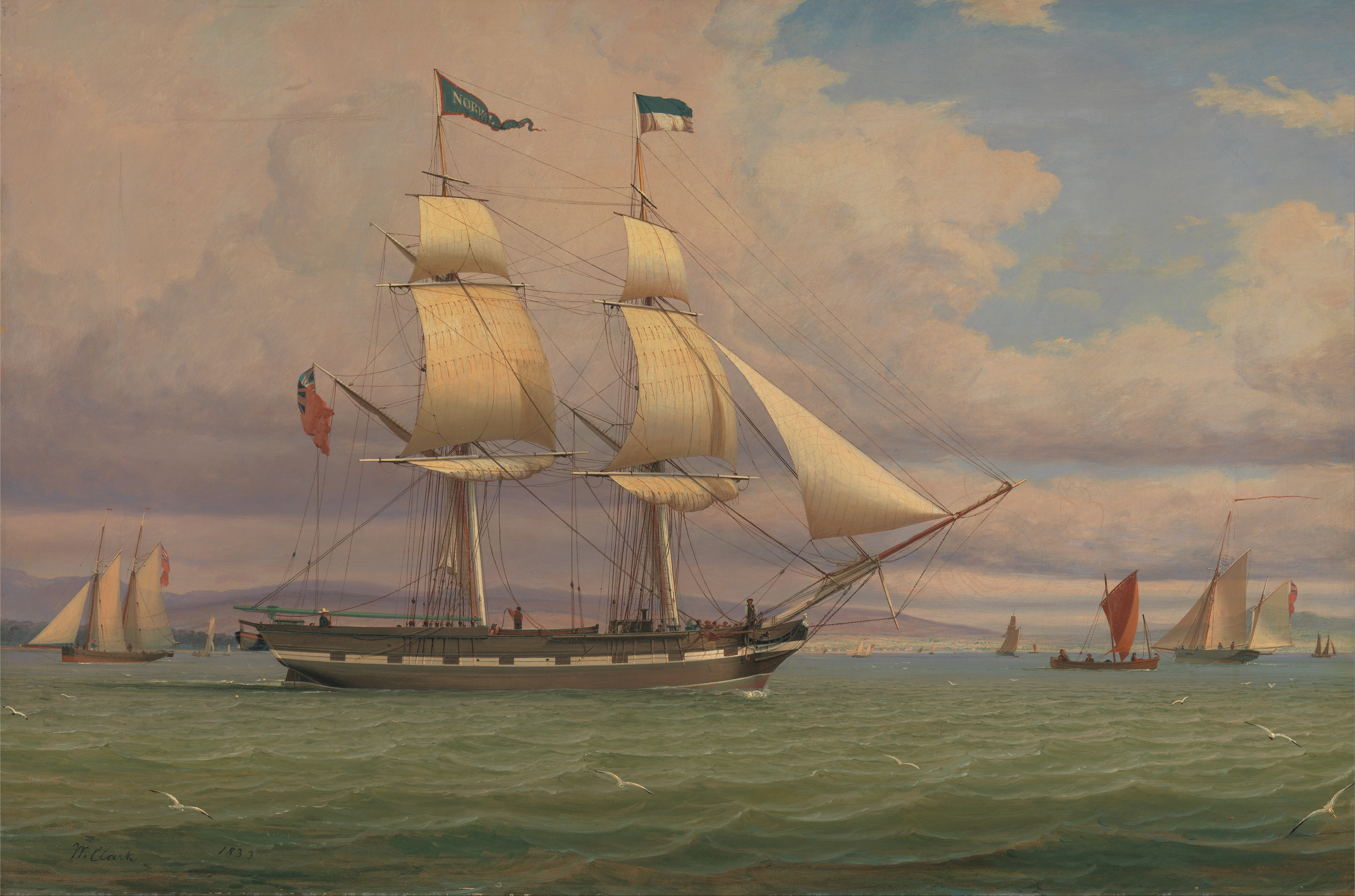
En engelsk brigg, motsvarande ett av de tre engelska smugglingsskeppen.
Målning från 1833 av William Clark (1803–1883).

De två brittiska fartygen och det ena nederländska lyckades med smugglingen, trots att «St. John», som seglade från London 10 juni 1818 med John Everth junior ombord, förliste på Røst 29 juni 1818. Delar av smuggelgodset upptäcktes och togs i beslag av den lokale tulltjänstemannen som fick de beslagtagna varorna fraktade till Bodø och låste in dem i ett packhus.
John Everth tog sig i september 1818 till Bodø och bodde hos sin kompanjon Carl Johan Gerss, som trots att hyreskontraktet var uppsagt fortsättningsvis höll till på Nyholmen. Med full bemanning var de tre engelska fartygen en ganska skräckinjagande styrka. Den kompromisslöse och stridbare lokale tulltjänstemannen Helliesen lät sig emellertid inte hindras och beslagtog det han kunde av smuggelgodset, både från fartygen och från det smuggelgods som hade tagits i land. Särskilt i Storvågen i Kabelvåg.
Den 24 september höll fogden en så kallad utvisningsförrättning mot Gerss och då gjorde Everth med stöd av de engelska matroserna motstånd med vapen i hand. Everth blev övermannad och arresterad men som engelsk gentleman fick han fina fängelseförhållanden i länsmannens gäststuga, bland annat tilläts han skriva brev. Tid för förhör i rättslig form dröjde då närmaste tolk som båda parter godkände befann sig i Trondhjem. Efter två månaders kvarhållande blev Everth den 22 november 1818 frisläppt mot borgen.
Etter att ha blivit frisläppt bodde Everth ombord på en av smugglingsskutorna. Den 28 januari 1819 lyckades han att lura länsmannen och de flesta av manskapet på Nyholms skans ombord på fartygen, där de blev övermannade och instängda. Därefter gick Everth och 20 av hans besättning i land, bröt sig in i packhusen och tog med sig så mycket av smuggelgodset de fick med sig. Med smuggelgodset, länsmannen och hans folk ombord satte de segel mot England med fartygen «Commerce d'Anvers» och «Forsøget». Länsmannen och hans folk sattes ut i en dålig däcksbåt en halvannan kilometer från land, men vädret var bra och de kom helskinnade i land.
De norska myndigheterna beslagtog därefter det som var kvar av det som ansågs som Everths varor: 3000 ton råg (cirka 400 kubikmeter), 100 ton (omkring 11 kubikmeter) med sirap och en del andra varor.

## Ersättningsfrågan

### Denovans klagomål

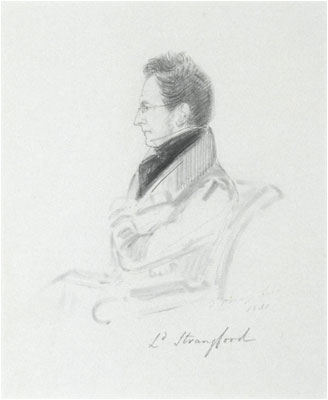
Lord Strangford, brittiskt sändebud i Stockholm (1817-1820) samtidigt porträtt.

I februari 1819 mottog den brittiske ministern i Stockholm, lord Strangford, ett brev från den brittiske affärsmannen Francis Garden Denovan, i vilket denne på handelsmannen John Everths vägnar bad ministern undersöka affären och göra så att Everth fick ersättning. Lord Strangford vände sig både till den svensk-norske utrikesministern Lars von Engeström och till den norske statsministern i Stockholm, Peder Anker, och bad dem undersöka affären. Anker och von Engeström meddelade snabbt tillbaka att de inte hade någon kännedom om affären, och följaktligen torde det väl då vara en lagenlig arrestering och inte något som skulle anmälas till departementet.
Lord Strangford vidarebefordrade informationen till Denovan, som då antydde att arresteringens egentliga orsak var missunnsamhet från konkurrerande handelshus i Bergen och Trondheim, riktad mot utländska handelsmän i Nordnorge. Denovan avvisade påståendet att Everth hade brutit mot lagen, och beskrev alla hinder den brittiska firmans handelsframstöt hade mött sedan starten 1814. Mot bakgrund av Denovans information gjorde Lord Strangford en allvarlig framstöt till Anker, i vilken han underströk att behandlingen av Everth kunde få allvarliga ekonomiska konsekvenser. Anker svarade samma dag att Everth var skyldig, och till och med hade motsatt sig arresteringen med vapen i hand.
Efter att ha mottagit denna information arbetade Lord Strangford för att få Everth frisläppt, och anklagelsen mot honom nedlagd, något som lyckades genom en kunglig resolution den 15 mars 1819. De involverade i Stockholm var emellertid ovetande om att Everth redan hade rymt från Norge i slutet av januari samma år. Den 31 mars 1819 skickade Lord Strangford sin första rapport om affären till utrikesminister lord Castlereagh i London. Strangford drog slutsatsen att Everths arrestering var ett resultat av hans våldsamma motvärn vid vräkningen av Gerss. Den 29 april 1819 skrev Lord Strangford att med ny information i frågan som översänts från den svensk-norske utrikesministern von Engeström, syntes det inte finnas grund för ytterligare ingripanden från den brittiske ministerns sida.

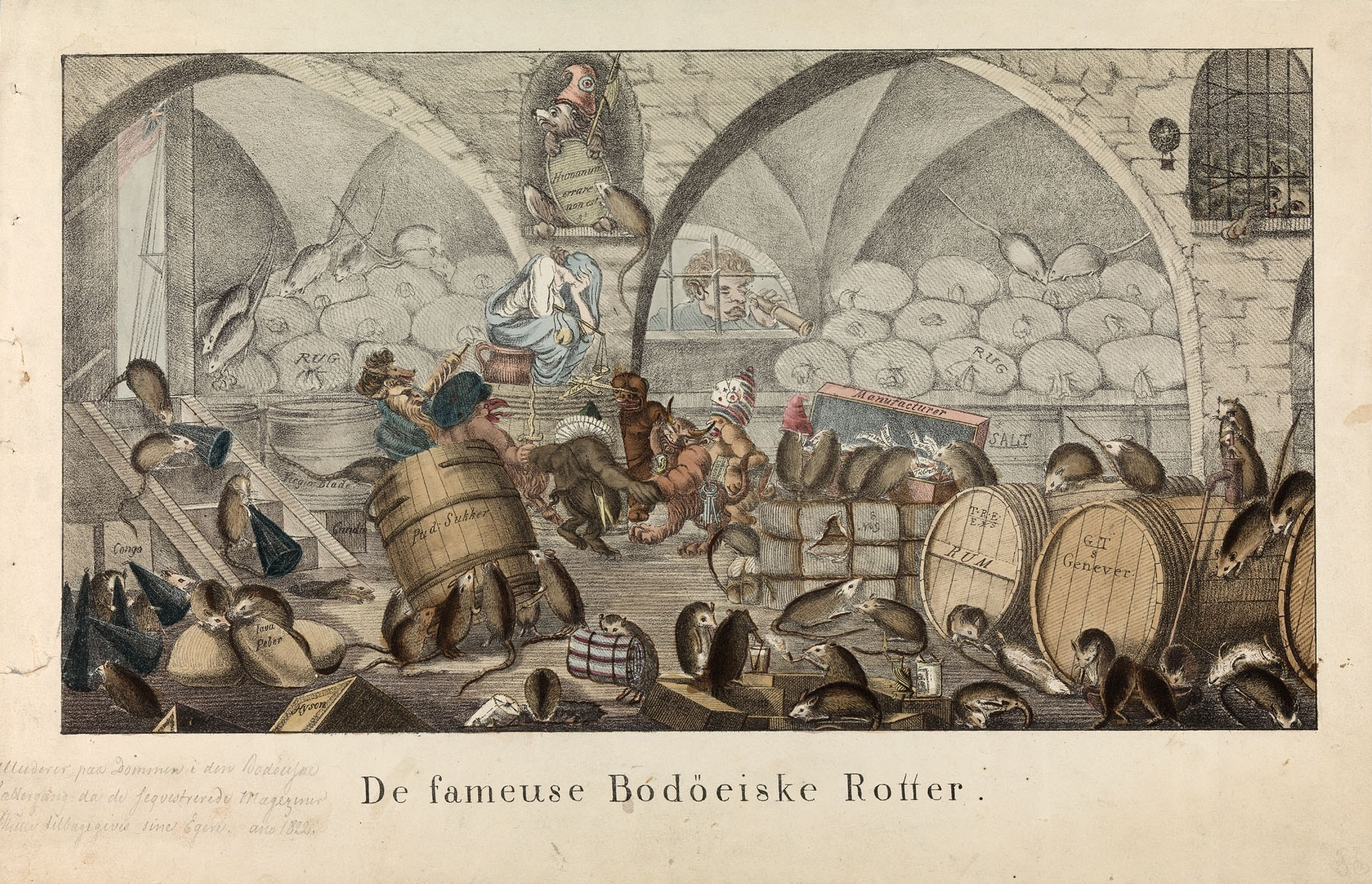
Skämtteckning om Bodøaffären med undertitel De famösa Bodöiska Råttorna.

Fram till denna tidpunkt behandlades Bodøaffären som ett vanligt klagomål av brittiska, svenska och norska myndigheter. Resultatet blev att Everth inte syntes ha gjort sig förtjänt av brittiskt stöd.
Den 25 maj 1819 skrev Lord Strangford till von Engeström och bad honom säkerställa att varorna som var beslagtagna inte blev förstörda. Brevet skickades genast vidare till den norske ministern Anker, som vidarebefordrade det till den norska regeringen i Christiania. I Stockholm bearbetade Denovan Lord Strangford, medan Everth och andra i London försökte att få den brittiske utrikesministern lord Castlereagh till att engagera sig i frågan. Den 1 juni 1819 sände Everth ett långt brev till utrikesministern Castlereagh där han beskrev den orätt han som rättskaffens engelsman hade blivit utsatt för i Bodø. Han avslutade brevet med att framställa ett ersättningskrav på 102.000 pund.

### Steads varor
För de brittiska myndigheterna fick affären efterhand också en annan sida, då Denovan hävdade att de beslagtagna varorna tillhörde David Stead. Stead var inte skyldig till smuggling, och det gjorde att affären ändrade karaktär. Det blev allt mer en fråga om handelsfrihet och de «verkliga» varuägarnas möjliga förluster.
Utrikesministern lord Castlereagh sände den 23 juli 1819 nya instruktioner till Lord Strangford i Stockholm. Strangford skulle göra sitt bästa för att få de varor som hade beslagtagits av den svenska regeringen tillbakaskickade till Stead. Strangford skulle också begära att Everths krav – trots att de hade undergrävts av hans «irreguljära handlingar» – fick en välvillig behandling av den svenske regeringen. Innan Strangford mottog Castlereaghs instruktion, hade han vänt sig till de svenska myndigheterna med våldsamma beskyllningar mot den norska regeringen, och som svar hade denna den 20 juli 1819 överlämnat en fullständig beskrivning av affären. Vid överlämnandet av den norske amtmannen Johan Ernst Bergs rapport, hade den svenske utrikesministern Lars von Engeström följande kommentar till det brittiska sändebudet Lord Strangford:
| ”                                    | Det kan, Mylord, inte undvikas en känsla av att denna nya orätt kastar ett starkt förmodande om skuld på Everths tidigare agerande, och att ett uppförande som är så stridande mot de förhållanden som är bestående mellan de två regeringarna, nu kräver lagens hela stränghet. Jag har följaktligen, Mylord, äran att be Er att Ni, när Ni förelägger denna sak för Er regering, då vill försöka att erhålla en skadeersättning för de bortförda sakerna, likaväl som att de skyldiga bestämt bestraffas. | „ |
| – von Engeström till Lord Strangford | |   |

Utrikesminister von Engeströms kommentar till Lord Strangford summerar den norska ståndpunkten i frågan. Everth var skyldig till smuggling, våld mot offentlig myndighet och bortförsel av smuggelgods. Han borde straffas, och dessutom borde skadeersättning betalas till den norska staten. Fram till denna tidpunkt hade affären, trots utväxling av korrespondens mellan London, Stockholm och Christiania, varit en rutinsak. Den svenska utrikesministern hade bara förmedlat information mellan London och Christiania. För den norska regeringen var den långsamma postgången ett problem när man skulle dokumentera affären. Mellan Christiania och Bodø tog det närmare tre veckor för posten att komma fram, och den gick bara var tredje vecka.

### Denovans förfalskningar

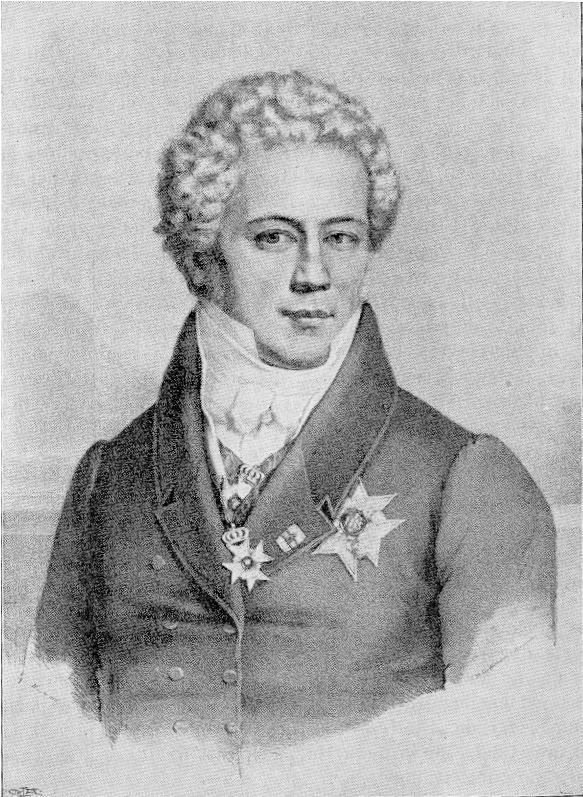
Grev Gustaf af Wetterstedt var en av de centrala personerna i affären från svensk sida.

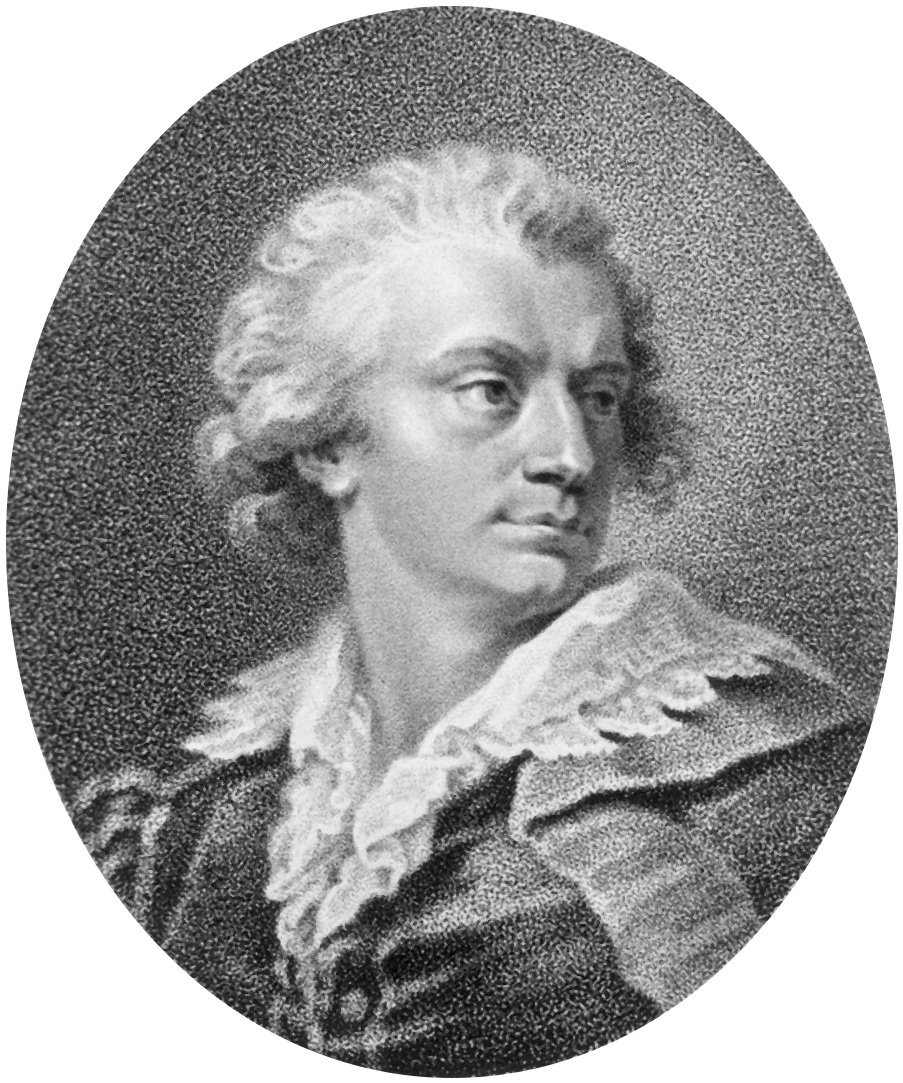
Bodøaffären blev en stor utmaning för den svenske utrikesministern Lars von Engeström.

På brittisk sida var det Francis Garden Denovan som försvarade intressena för John Everth, David Stead och bankirfirman Pole & co. Denovan bodde på den tiden i Köpenhamn, och reste med stor energi runt i Skandinavien. Han var i Stockholm, Bodø och i juli 1819 i Christiania. I den norska huvudstaden fick Denovan via mutor tag i både den norska regeringens utredning om affären och de underliggande originaldokumenten.
Genom att se på de norska dokumenten fick Denovan klart för sig hur dålig Everths sak var. Han började därför med en storstilad förfalskning med ett sådant innehåll, att affären dels skulle riktas mot David Stead och dels hållas borta från norska domstolar.  För detta behövde Denovan falska frakthandlingar, försäkringsbrev, brev med falska namn och så vidare för att lägga fram affären för de brittiska, svenska och norska regeringarna. I Stockholm fick Denovan också låna Strangfords originaldokument i affären och bytte originalhandlingarna mot förfalskningar där det var nödvändigt för att underbygga smugglarnas krav på ersättning. I september 1819 krävde så Lord Strangford att den norska regeringen skulle lämna ut de varor och frigöra de egendomar som tillhörde David Stead, vilka alla hade beslagtagits i samband med affären mot Everth.
| ”                                                   | gärna namnet på gubben i månen | „ |
| – Denovan ber om falska dokument i brev till Everth |                                |   |

Tjänstgörande utrikesministern greve Gustaf af Wetterstedt sände över Lord Strangfords not till den tjänstgörande norske statsministern i Stockholm, Mathias Sommerhielm. Denne påpekade att affären måste behandlas av den norska regeringen i Christiania, innan den lades fram för avgörande av kungen. Till trots av det norska statsskicket blev affären ändå bara behandlad av norska statsråd i Stockholm, där kungen den 25 oktober 1819 bestämde att Steads varor skulle friges, under villkor att Everth inte skulle göra anspråk på varorna, något som Lord Strangford personligen gick i god för. von Engeström underströk inför Lord Strangford att kungens beslut var av välvilja till en vänligt sinnat stat, och inte för att det fanns rättslig grund för det.

### Utlämningen av varorna
Det norska finansdepartementet kom med en rad invändningar mot kungens beslut om utlämnande av varorna, och det dröjde närmare ett år innan beslutet verkställdes. Avgörandet hade flera iögonfallande sidor; det hade fattats utan att den norska regeringen i Christiania hade uttalat sig, Storbritanniens minister i Stockholm hade gett en personlig garanti på sin regerings vägnar, och äganderätten till varorna var högst oklar.
Utlämnandet ansågs vara ett olagligt ingrepp av den utövande makten på den dömande maktens område, och varken ägaren David Stead eller garanten Lord Strangford hade uppvisat någon fullmakt för att överta de frisläppta varorna. Det tyder på att britter i höga positioner har utövat press bakom kulisserna för att få ekonomisk vinning. Sir Peter Pole som var delägare i Pole & co var också parlamentsledamot.
Medan den norska regeringen i Christiania och de norska ministrarna i Stockholm försökte övertala von Engeström att få den svensk-norske ministern (ambassadören) i London att förklara affärens verkliga innehåll för den brittiske utrikesministern lord Castlereagh, arbetade Denovan energiskt i Stockholm och fick i juni 1820 företräde inför unionskungen Karl Johan, varvid han lade fram sin syn på affären. Från officiellt brittiskt håll blev tumskruven ytterligare åtdragen med ett brev den 16 juni 1820, i vilket lord Castlereagh instruerade St. George, brittisk chargé d'affaires i Stockholm, att kräva full ersättning för förlust eller skada, om inte det beslagtagna godset omedelbart lämnades ut efter föregående års kungabeslut.
St. George skulle också försöka att få Everths gods utlämnat och få affären mot honom nedlagd. Castlereaghs instruktion var helt enligt Denovans önskan. I det fall affären inte blev tillfredsställande löst, kunde den komma att resas i parlamentet och det kunde bli repressalier mot Norge och Sverige.
| ”                                                                | Kan man betrakta det som en särskilt allvarlig laglöshet den handling, att man håller sig undan från ett fängslande i likhet med det föregående, i ett främmande land och på en breddgrad 70 grader, utan halm – utan täcke och nästan utan livsmedel, – där han ofelbart skulle dö av kyla och hunger utan att ha i sin makt att kunna föra fram sina klagomål från fängelsets djup till sitt lands diplomatiska representant i Stockholm? | „ |
| – St. Georgs försvar för Everths rymning, i not den 24 juli 1820 | |   |

Den politiska sidan av affären höll på att ta överhanden. Efter kongressen i Aachen hade kung Karl Johan arbetat för ett svenskt närmande till Storbritannien, som ett skydd mot vad svenskarna ansåg vara ett hot från Ryssland. Affären hade också en handelspolitisk sida. Storbritannien hade lagt tull på svensk och norsk trälast och exportörerna hoppades reducera tullen på landets viktigaste exportprodukt. För att uppnå detta, var det viktigt att ha goda förbindelser med landet. Från sommaren 1820 kan man se två handlingslinjer i Bodøaffären: den norska som var juridisk och den svenska som var politisk, och detta skapade osämja mellan Sverige och Norge.

### Anklagelsen mot Everth

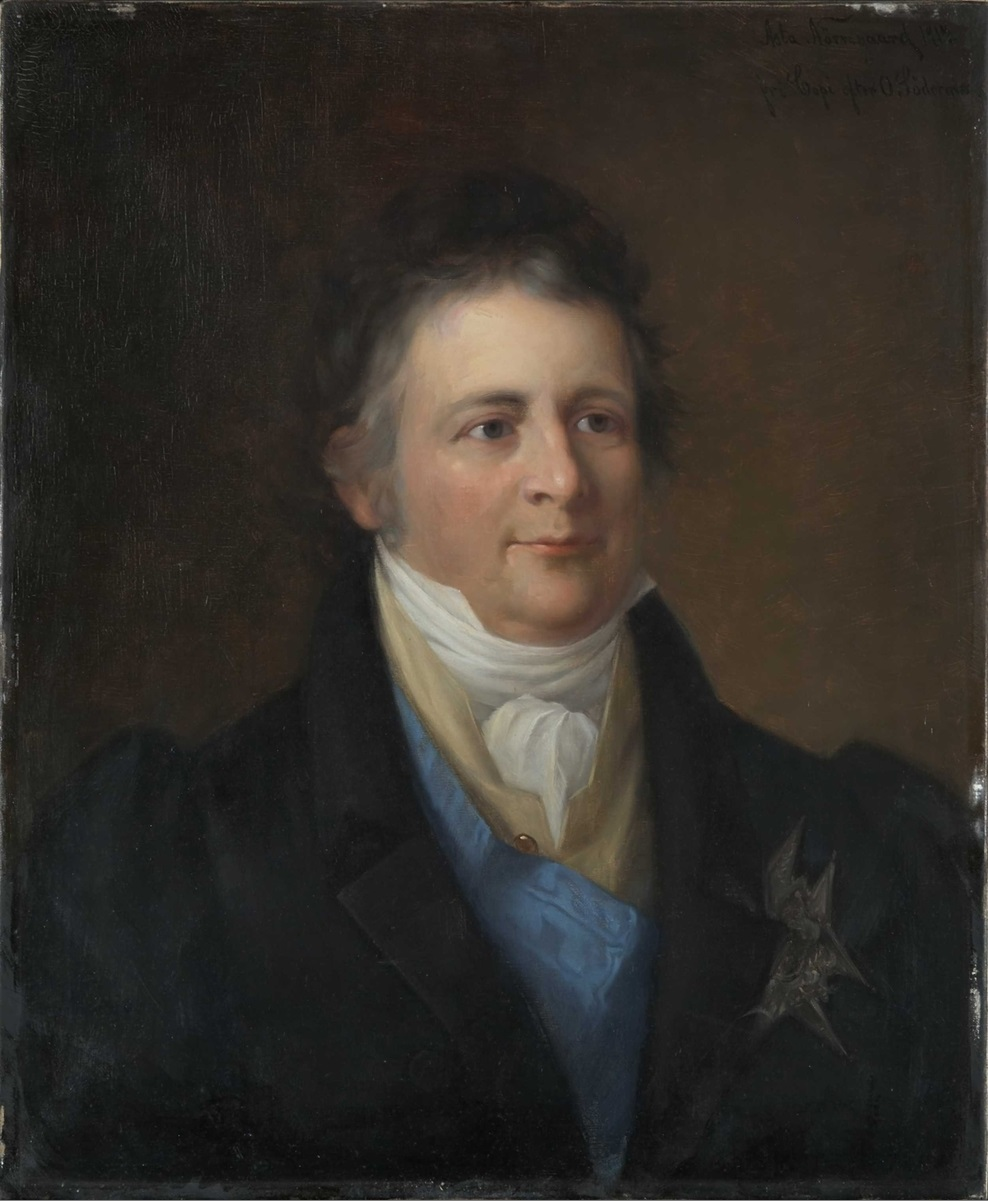
Herman Wedel-Jarlsberg (1779-1840) målad av Asta Nørregaard 1914 efter en original av Olof Johan Södermark från 1829. Målningen tillhör Oslo museum.

Den 8 augusti 1820 bestämde unionskungen Karl Johan, efter framställning från det norska finansdepartementet, att affären mot Everth skulle följa norsk lag. Den skulle behandlas av en särskild kommission för att snabbare få den avgjord. Storbritanniens chargé d'affaires St. George avvisade detta. Han insisterade på att det var en sak mellan Storbritannien och Sverige och inte en sak mellan Storbritannien och Norge. Den norska regeringen översände den 13 oktober 1820 en ny promemoria till kungen över affären. I denna tillbakavisades Denovans framställning punkt för punkt.
Den norska regeringen hade också utnämnt två ämbetsmän för att granska de nordnorska tjänstemännens framfart. Regeringen bad också kung Karl Johan förmedla till den brittiska regeringen att britterna som hade varit inblandade i smugglingen skulle ställa upp i Norge för att avge en förklaring, om de blev lovade fri lejd. Detta avvisades av det nya brittiska sändebudet i Stockholm, William Vesey-FitzGerald. FitzGerald var lika energisk som sina föregångare i att följa upp Bodøaffären. I oktober 1820 hade han flera samtal med utrikesminister von Engeström. Utrikesministern beklagade laglösheten i Nordnorge och norrmännens allmänna omedgörlighet, och beklagade speciellt greve Herman Wedel-Jarlsbergs orimliga envishet.
Av von Engeström fick FitzGerald besked om att affären skulle behandlas i norsk-svenskt statsråd. Enligt von Engeström var detta både för att ge svenskt stöd till kungen och för att få förnuft i de norska statsråden. FitzGerald fick också veta att von Engeström hade gått längre än FitzGerald, och uppgivit i handlingarna att det förelåg ett hot om allvarliga konsekvenser, om affären blev framlagd i det brittiska parlamentet. Han fick också ett meddelande från Karl IV Johan om att han önskade att gå ännu längre än FitzGeralds krav för att tillmötesgå Storbritannien. Affären behandlades i norskt statsråd i Stockholm samma dag, 27 oktober 1820. Dagen efter togs affären upp i svensk-norskt statsråd. Där underströk von Engeström faran för att affären skulle komma upp i det brittiska parlamentet, och vilka negativa konsekvenser en sådan sak kunde få för svensk och norsk trälasthandel.
Enligt norskt statsskick skulle utrikesministerns framställning blivit översänd till den norska regeringen i Christiania för behandling, men kungen hade gett efter för de brittiska påtryckningarna och gått med på att behandla affären endast i Stockholm. Den norska statsrådsavdelningen i Stockholm protesterade emellertid inte. Kungen bestämde att de två kommissionärerna i den norska regeringen i Christiania skulle beordras att fullgöra sitt uppdrag omgående. Regeringen i Christiania svarade den 10 november och föreslog att det skulle sändas en man till Bodø för att undersöka tillbakasändandet av varorna. De berörda kom fram till Bodø den 22 december 1820 och kunde konstatera att det mesta redan var tillbakasänt.

### Uppgörelsens timme

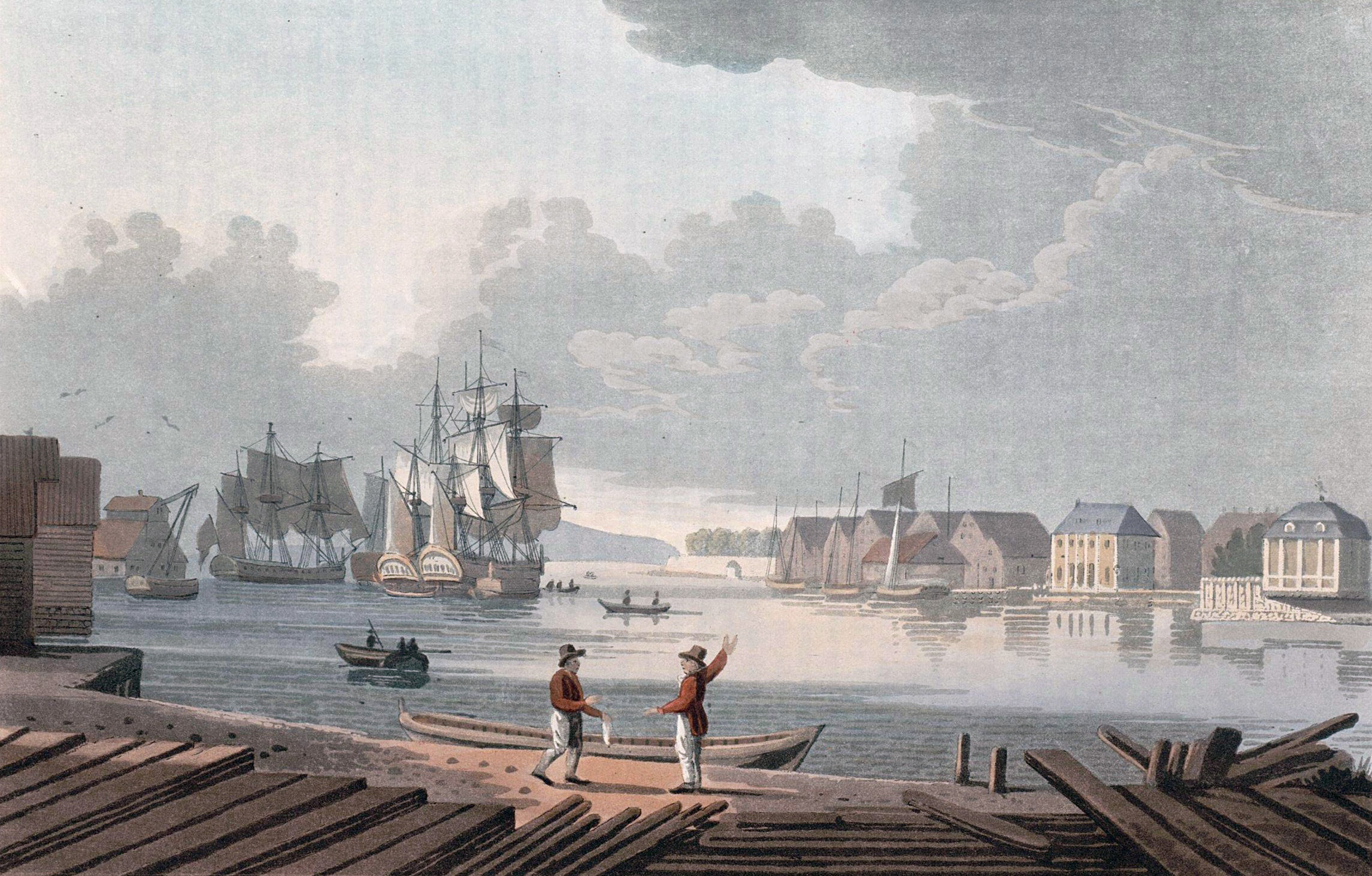
De brittiska hoten i Bodøaffären var knutna til möjliga handelsrestriktioner, en av Norges viktigaste handelshamnar var Christiania, här sett kring år 1800 med "de ankerska brädstaplarna" i förgrunden. Akvatint av J.W. Edy.

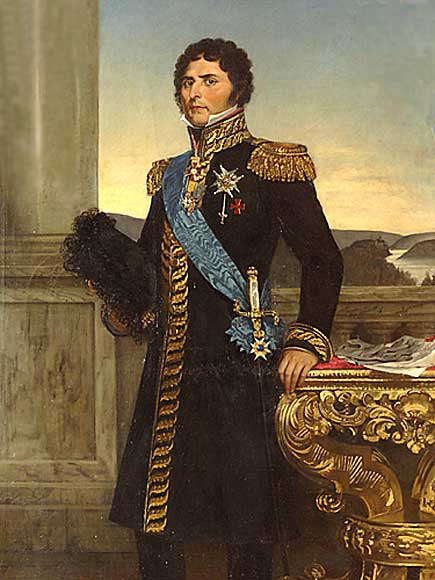
Den svensk-norske kungen Karl Johan, här avbildad som Norges kung, gav efter för det brittiska kravet om ersättning i Bodøaffären.

Samtalen mellan den svensk-norske utrikesministern von Engeström och det brittiska sändebudet FitzGerald fortsatte fram mot årsskiftet 1820–21. Britten accepterade inte den norska kommissionen, utan menade att den var partisk, och han gav norrmännen skulden för att affären inte hade avslutats. Den 4 januari 1821 överlämnade FitzGerald en verbalnote till von Engeström. I denna note avvisade den brittiska ambassadören en norsk undersökningskommission och krävde ett snabbt och slutgiltigt svar på ersättning. FitzGerald underströk att affären nu gällde både Norge och Sverige och att den skulle komma att inverka på de två ländernas handel med Storbritannien.
Den 13 januari 1821 diskuterades FitzGeralds note i en unionskonselj, och ännu en gång hade regeringen i Christiania blivit förbigången. Den svensk-norska utrikesministern hade på många punkter förstärkt FitzGeralds ord och hot, och sammanfattade det så att då affären hade dragits orimligt länge i långbänk, var det absolut nödvändigt att «den högsta makten» (kung Karl Johan) ingrepe. Britterna var också öppna för en rimlig kompromiss. Kungens beslut blev att det brittiska sändebudet skulle utnämna ett ombud, som kunde förhandla med en representant för den norska regeringen i Christiania. Avtalen skulle sedan läggas fram inför den norska regeringen, innan kungen bedömde affären i norsk konselj. Av de norska ministrarna var Jonas Collett och Thomas Fasting på plats, medan statsminister Anker var sjuk och frånvarande. De norska statsråden protesterade varken mot beslutet eller formen, och det hade nu tagits ett juridiskt giltigt beslut om förhandlingar för att nå en uppgörelse i godo.
| ”                                       | Det verkliga innehållet i beslutet kunde ingen ta fel på: kungen hade i svensk-norsk konselj godtagit kravet om ersättning till de brittiska smugglarna och våldsmännen; det man nu skulle förhandla om var ersättningens storlek. | „ |
| – Sverre Steen i Det frie Norge, band 3 | |   |

De svensk-norske utrikesministern Lars von Engeström och kung Karl Johan försökte att dela upp affären i två delar; den utrikespolitiska sidan angick både Sverige och Norge och blev behandlad i unionskonselj, medan ersättningsdelen bara var Norges ansvar och skulle behandlas i norsk konselj.
På grund av oenighet blev förhandlingarna i Christiania ett fiasko. Denovan blev ditsänd som en privat medlare, men hans ackreditivdokument godkändes inte av den norske representanten Poul Christian Holst. Det slutade med en ny kunglig resolution i unionskonselj 7 mars 1821; fortsatta förhandlingar skulle ske i Stockholm, mellan en representant för Norge och en representant för de brittiska privatpersonerna. I den kungliga resolutionen kan speciellt följande noteras:
| ” | och då Hans Majestät önskat avvärja för Norges handel och regering diskussioner som sällan leder till fördelar för en regering som är ringare i makt än den med vilken den underhandlar när det på den ena sidan kommer an på övervikt i handel och sjöstyrka, en övervikt som den brittiska regeringen ständigt själv har utövat mot makter av högsta rang, så har Hans Maj. bestämt sig för att använda alla de förlikningsmedel som Konungens förutseende och ständiga önskan att vidmakthålla freden, kunnat leda Hans Höghet på. | „ |

Kungens totala kapitulation framgår klart av citatet ovan. Resolutionen visar också ganska klart att frågan nu inte var vem som hade rätt, utan vem som var starkast. Kung Karl Johan gick emellertid ännu längre, och i ett brev till FitzGerald den 14 mars 1821 uttryckte han sitt allvarliga missnöje med de norska myndigheterna. Den norska regeringen i Christiania reagerade starkt på resolutionen av den 7 mars, och ett efterföljande brev från utrikesministern den 16 mars. Det norska statsrådet Peter Motzfeldt fick i uppdrag att utforma ett skarpt svarsbrev, men den svenske ståthållaren i Christiania, Johan August Sandels, nekade att underteckna brevet och det blev aldrig avsänt.

### Förhandlingarna

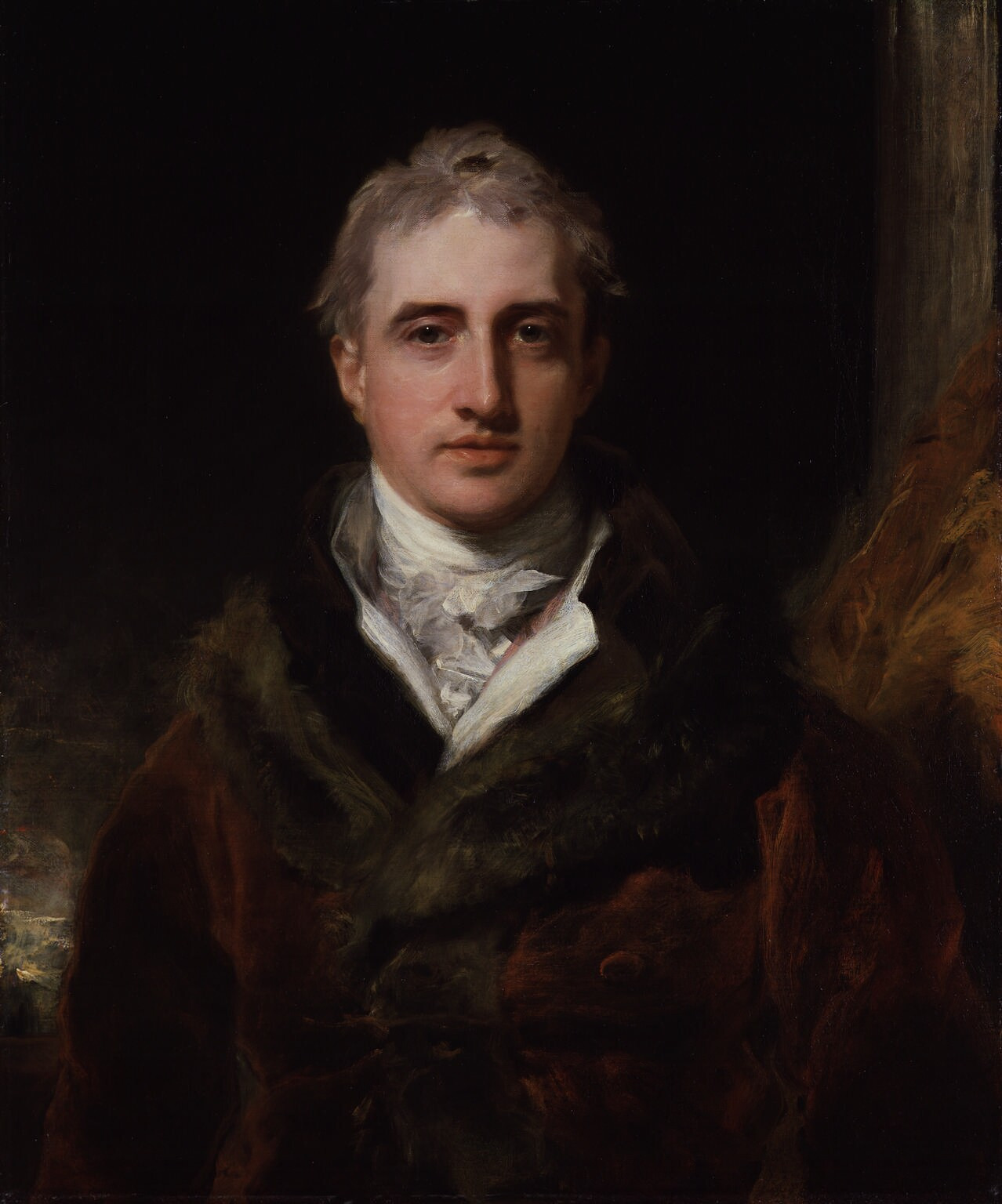
Lord Castlereagh, brittisk utrikesminister under de år Bodøaffären blev behandlad.

Den utvalde förhandlaren i Stockholm framöver var den norske statssekreteraren Poul Christian Holst. Han mottog sin instruktion den 11 april 1821, utarbetad av den norska regeringen och godkänt av kungen. Holsts tolkning av förhandlingsmandatet var att han skulle värdera hållbarheten i kravet, alltså det var inte bara en fråga om att pruta. Donovan lade fram ett krav på 40 000 pund (ungefär 200 000 spesidaler), men Holst kom snart fram till att kravet byggde på förfalskningar för att dölja smuggling och våld mot norsk överhet.
| ”                                                      | Vi avreste, om jag minns rätt, den 1 april 1821 från Christiania och kom, inte helt utan besvär på grund av dåliga förhållanden under denna tid på året, efter 7 dagars resa till Stockholm. | „ |
| – Poul Christian Holst om sitt arbete med Bodøaffären. | |   |

I en rapport till utrikesminister von Engeström den 6 maj, skrev Holst att han på grund av förfalskningarna inte hade gått in i diskussion med Denovan om storleken på ersättningssumman, utan på grund av affärens diplomatiska karaktär föreslog han att det skulle erbjudas straffeftergift och tullfrihet för de smugglade varorna, samt ges tullfrihet upp till 6 000 pund. Den svensk-norske utrikesministern accepterade inte Holsts förslag, och Holst blev inkallad till statsrådsmöte för att lägga fram affären.
Den brittiska pressen mot Sverige och Norge kvarstod, och i en not till det svensk-norska sändebudet i London, baron Stierneld, klagade den brittiske utrikesministern Castlereagh över onödig förhalning av ärendet. Han skrev att om Sverige inte vek sig nu, kunde Sverige och Norge räkna med sanktioner av handelspolitisk art. Efter att ha mottagit Stiernelds rapport, bestämde kungen i unionsstatsråd den 2 maj att den norske statsrådsavdelningen inom fem dagar skulle lägga fram förslag till slutuppgörelse. Så skedde den 7 maj, och erbjudandet till Denovan följde Holsts förslag och innebar tullfrihet för 6.000 pund.
Utrikesminister von Engeström lade fram förslaget för det brittiska sändebudet FitzGerald. Hans svar kom den 17 maj och var en krass avvisning av erbjudandet. Svaret ger inte mycket till övers för de norska myndigheterna: «Vi erkänner ingen norsk auktoritet. Det är de förenade kungarikena Sveriges och Norges suveränitet vi ser som rättfärdig.» Brevet från FitzGerald var inofficiellt, och von Engeström var taktfull nog att inte visa det för de norska statsråden, men han noterade FitzGeralds hot. Det brittiska ersättningskravet togs på nytt upp i unionskonselj den 21 maj, och von Engeströms förslag var att erbjudandet om ersättning höjdes till 26 000 spesidaler för att avvärja faran som hotade Norges handel. Kung Karl Johan avgjorde, återigen på tvärs mot den norska författningen, att detta nya erbjudande skulle läggas fram inför FitzGerald.

### Avtalen

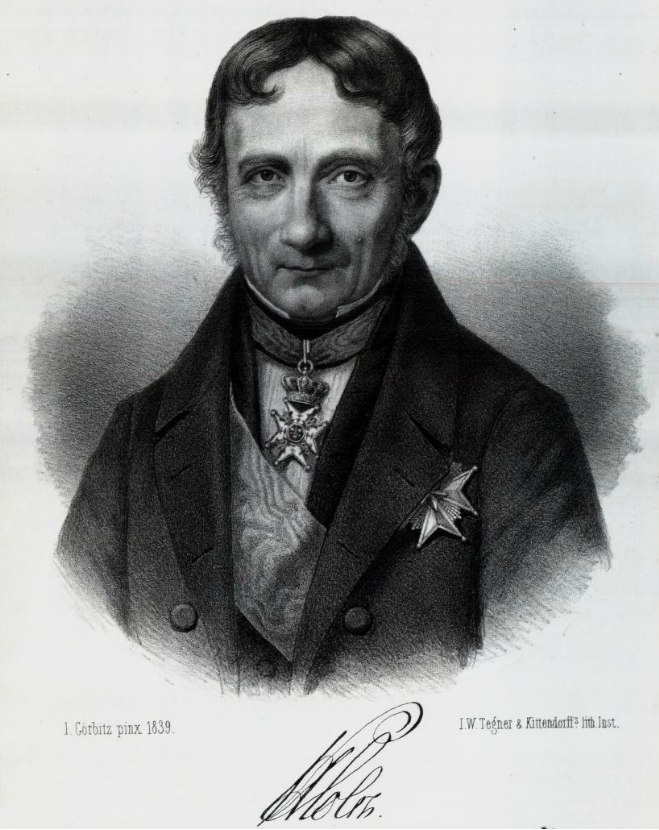
Från norsk sida var statssekreteraren, senare ministern, Poul Christian Holst central i slutfasen av Bodøaffären. Det var han som förhandlade med smugglarnas representant Francis Garden Denovan.

Efter ännu en unionskonselj den 16 juni 1821, där ärendet åter diskuterades, avgjordes affären slutligen vid unionskonseljen den 19 juni med ett ultimatum från FitzGerald. Kravet var att anklagelserna mot Everth och andra skulle läggas ner, och beslaget av varor hävas, Denovan skulle snarast erhålla 2.500 pund och tullfrihet skulle ges för upp till 15.500 pund. Kung Karl Johan gav efter för de brittiska påtryckningarna och bestämde att statssekreterare Holst från norsk sida skulle underteckna ett avtal som följde de krav som angetts i FitzGeralds ultimatum. Den 21 juni 1821 undertecknade så statssekreterare Poul Christian Holst på Norges vägnar avtalet om uppgörelsen med de engelska smugglarna och svindlarna, och från brittisk officiell sida var affären slutbehandlad.
I ett brev till baron Stierneld den 19 juni var utrikesminister von Engeström kritisk till Lord Strangfords befattning med affären, men hävdade att så som den hade utvecklat sig, var Sveriges förhållande till Storbritannien i fara. Sverige hade följaktligen, så som von Engeström såg det, inte något val, utan måste godta Denovans krav. FitzGerald, som var brittisk minister i Stockholm, sände den 22 juni en rapport till utrikesministern Castlereagh, där han uttryckte tillfredsställelse med avtalen, även om han menade att de britterna som var involverade inte hade fått full kompensation, och han berömde Denovan för hans måttfullhet. FitzGerald förklarade varför kung Karl Johan måste täcka kontantbeloppet till Denovan, då Norge inte hade medel, och han avslutade med principiella betraktelser om behovet av att markera att övergrepp mot brittiska medborgare var oacceptabla.

## Efterspel
I Norge väckte Bodøaffärens ogynnsamma utgång förbittring. En officiell redogörelse för målet utgavs 1827 för Stortinget. Förbittringen riktade sig i första hand mot utrikesministern Lars von Engeström, som beskylldes för att ha behandlat affären vårdslöst. Mellan honom och det norska statsrådet rådde under affärens behandling spänning, kanske närmast med anledning av att von Engeström hyste uppfattningen att de norska ämbetsmännen i Nordland till en början uppträtt övermodigt och att deras hållning i alla stycken var försvarbart.
Affären användes mot slutet av 1800-talet som ett argument för att Norge behövde en egen och självständig utrikesrepresentation för att utrikespolitiskt bättre kunna tillvarata norska intressen.

### Denovan och Stead
Den kontanta delen av ersättningssumman tillföll förhandlaren Francis Garden Denovan för hans arbete med affären, och tullfrihetsbreven sålde han på uppdrag av sina klienter till norska handelshus. Ett av handelshusen gick i konkurs innan de kunde utnyttja tullfrihetsbreven och det reducerade den norska statens förlust. Totalt uppgick statens utgifter för affären till runt 120 000 spesidaler, en betydande summa för ett fattigt land.
David Stead, förrättningsmannen som hade finansierat den engelska smugglingen, fick enligt honom själv inte någon del av pengarna från uppgörelsen, och han lade ner ett stort arbete i att försöka få upp frågan igen. Stead hävdar att han var ovetande om Denovans bedrägerier och han lade efter några år fram ett stort material som var kraftigt komprometterande för Denovan, Everth och de andre som varit involverade i frågan. Vid besök i Christiania och Stockholm fick David Stead den svensk-norske ministern Magnus Björnstjerna att ta upp affären med den dåvarande brittiske utrikesministern, Lord Palmerston. Den brittiske utrikesministern fick utarbetat ett memorandum om affären, då Steads påståenden dels var väldigt omfattande och delvis förvirrande. Utrikesminister Palmerston avslutade med att avvisa både David Steads krav och minister Björnstjernas särskilda krav, på uppdrag av Norge, om en brittisk undersökning av affären.

### Stortingets behandling

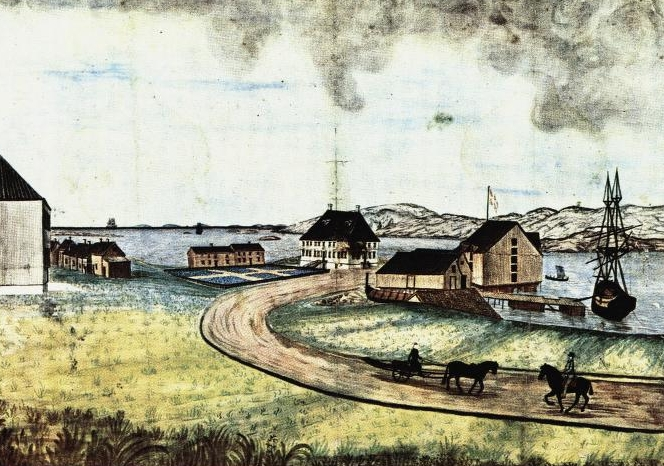
Teckning av Hundholmkompaniets huvudbyggnad i Bodø 1819 visar vad som i dag ligger i centrum av staden.

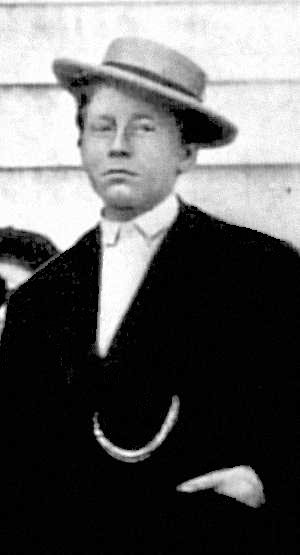
Knut Hamsun på Tranøy som 14-åring, den unge Hamsun läste om Bodøaffären och den bidrog till att forma hans syn på engelsmännen.

Kung Karl Johan nämnde Bodøaffären i sitt trontal vid Stortingets öppnande 1821, men det gjordes ingen undersökning av det som hade skett. År 1824 togs Bodøaffären upp i Stortinget av Arnoldus Schytte, representant för Nordland. Det bestämdes att stortingsarkivarie Poul Holst skulle utreda affären fram tills nästkommande Storting samlades, 1827.
Med bakgrund av Holsts utredning, behandlades Bodøaffären 1827 först av Protokollkommitten. Den ansåg affären som så allvarlig att den borde behandlas av ett samlat Storting, det vill säga lagting och odelsting. Protokollkommitten anförde också att affären gav anledning till att överväga om Norge borde ha «sina egna diplomatiska agenter vid främmande hov». Stortinget gjorde så 1827 ett uttalande, där både de två norska statsråden Jonas Collett och Fasting och den svensk-norske utrikesministern Lars von Engeström kritiserades, och det var knappt att Collett och Fasting undgick att ställas inför riksrätt.
Efter David Steads dokumentation av svindel, kom affären upp igen flera gånger i Stortinget, och den blev omtalad som «den största fråga Stortinget har behandlat». En stortingsman som i hög grad engagerade sig i Bodøaffären var Ludvig Mariboe. Han utgav bland annat en bok på engelska, som han 1838 tog med till London och visade för medlemmar av det brittiska parlamentet, för att försöka att få upp frågan igen. Sista gången Bodøaffären togs upp i Stortinget, var 1839, då regeringen anmodades att följa upp affären, men utan att det ledde till någon åtgärd.

### Bodø
För den nyetablerade staden Bodø var utgången av Bodøaffären starkt negativ. Det spred sig ett missnöje, och de dåliga konjunkturerna var också tunga för det unga samhället. En besökande 1827 uttryckte sin skepsis på detta sätt:
| ”                                 | Bodø som stad finns ännu inte och kommer knappast att bli till utom på papperet, och det skulle inte förvåna mig det minsta om platsen inom kort skulle vara alldeles öde. | „ |
| – Från Axel Coldevin 1966, s. 142 | |   |

Platsen «blev inte öde», men så sent som 1845 hade Bodø fortfarande inte mer än 258 invånare.

### Bodøaffären och unionen
Utfallet av Bodøaffären upplevdes i Norge som mer förödmjukande och graverande än själva statsskuldsuppgörelsen efter upplösningen av unionen med Danmark. Den svensk-norske utrikesministern Lars von Engeström benämndes "Karl Johans lydige tjänare", och ansågs i Bodøaffären dels ha samspelat med britterna och dels gett efter för vad norrmännen ansåg som politisk inblandning i en ren brottshandling.
| ” | En annan gång, då jag var hos honom och denna fråga åter kom upp på bordet, erkände han (n.b. mellan fyra ögon), att man hade begått misstag från svensk sida, och att detta skulle tjäna som en varning för dem mot att låta avgöranden hamna under diplomatisk behandling, som egentligen hörde till domstolarna att besluta om. Jag svarade på detta, att det gladde mig mycket att få höra hans åsikt, men att jag för övrigt inte kunde inse, varför Norge skulle avfordras en efter våra förhållanden mycket betydande summa, för det att det svenska kabinettet hade begått ett fel. | „ |
| – Den norske statssekreteraren Poul Christian Holst i förtroligt samtal med den svenske greven Gustaf af Wetterstedt. | |   |

En kritisk stämma beträffande det norska missnöjet med svenskarnas behandling av Bodøaffären var professor Yngvar Nielsen. Han utgav mot slutet av 1800-talet både en samling aktstycken och en bok om affären och dess efterverkningar. Angående Protokollkommittens uttalande 1827 om att Norge skulle ha haft det bättre ställt med ett eget sändebud i London, var Nielsen dock avvisande och skrev att: «Med ett ensamt Norge skulle Denovan bara haft ännu mera fritt spelrum än han nu fick.
Författaren Arne Garborg var en av de många norrmän som var kritiska till den svenska hanteringen av Bodøaffären.. På 1890-talet var det en öppen strid om unionen i Norge och Garborg publicerade 1894 pamfletten Norges Selvstændighedskamp fra 1814 til nu : en Oversigt och skrev där följande: «Av Bodøaffären har vi lärt oss, vad ett ansvarslöst utrikesstyre kan kosta oss i rena pengar.»
En annan som väl kände till Bodøaffären var Knut Hamsun. Som ung pojke läste han om den, och den blev en av de viktigaste orsakerna till hans livslånga hat mot England, något som också kan ha bidragit till att Hamsun stödde Tyskland under andra världskriget.
För de flesta norrmän visade Bodøaffären att landet i utrikespolitiska ting var omyndigt, att det var Sverige som bestämde och att detta inte alltid var till fördel för Norge. Bodøaffären bidrog tydligare än någon annan sak till att mobilisera den norska opinionen för kravet på medinflytande på utrikespolitiken. Norska motståndare till unionen med Sverige använde Bodøaffären till att påvisa att en från Stockholm styrd utrikestjänst inte var förmånlig för Norge, och den var ett «agitationsnummer av rang» fram till unionsupplösningen 1905.